# Marianne Gronemeyer
Marianne Gronemeyer (* 28. Januar 1941 in Hamburg) ist eine deutsche Erziehungswissenschaftlerin und Autorin.

## Leben
Gronemeyer arbeitete acht Jahre als Lehrerin an einer Haupt- und Realschule. Nach einem Zweitstudium der Sozialwissenschaften an den Universitäten Hamburg, Mainz und Bochum promovierte sie 1976 in Hamburg zum Thema Motivation und politisches Handeln. Von 1987 bis 2006 war sie Professorin für Erziehungswissenschaft an der Fachhochschule Wiesbaden. Sie ist mit dem Theologen und Soziologen Reimer Gronemeyer verheiratet.

## Positionen
Gronemeyer gilt als eine Vordenkerin der wachstumskritischen Debatte. In ihrem erstmals 1988 veröffentlichtem Buch Die Macht der Bedürfnisse kritisiert Gronemeyer die Überflussgesellschaft und die Bedürfnisse des modernen Menschen. Gronemeyer eröffnet ihr Buch mit folgendem Zitat von Jean Baudrillard: „Es gibt eine Geschichte: Es war einmal ein Mann, der lebte in Armut. Nach vielen Abenteuern und einer langen Reise durch die ökonomische Wissenschaft traf er die Überflussgesellschaft. Sie heirateten, und sie hatten viele Bedürfnisse.“ Die künstliche Schaffung von Bedürfnissen, die zum Erhalt des Kapitalismus nötig sei, wird den unmittelbaren Lebensbedürfnissen gegenübergestellt. Gronemeyer regt in ihren Werken dazu an, sich der Konsumgesellschaft zu entziehen und sich dem nicht zukunftsfähigen Wachstumsmodell zu widersetzen.

## Ehrungen
2011 erhielt sie den Salzburger Landespreis für Zukunftsforschung, 2013 den Preis der Dr. Margrit Egnér-Stiftung.

## Veröffentlichungen (Auswahl)
- Immer wieder neu oder ewig das gleiche. Innovationsfieber und Wiederholungswahn. 1. Auflage. Primus Verlag, Darmstadt 2000, ISBN 3-89678-186-3.
- Die Macht der Bedürfnisse. Überfluss und Knappheit. 1. Auflage. WBG, Darmstadt 2002, ISBN 3-89678-448-X.
- Simple Wahrheiten und warum ihnen nicht zu trauen ist. 1. Auflage. Primus Verlag, 2006, ISBN 3-89678-294-0.
- Genug ist genug. Über die Kunst des Aufhörens. 1. Auflage. WBG, Darmstadt 2008, ISBN 3-89678-295-9.
- Das Leben als letzte Gelegenheit: Sicherheitsbedürfnisse und Zeitknappheit. 4. Auflage. WBG, Darmstadt 2012, ISBN 3-534-24931-3.
- Wer arbeitet, sündigt ... : ein Plädoyer für gute Arbeit. 1. Auflage. Primus Verlag, 2012, ISBN 3-86312-001-9.
- Die Grenze. Was uns verbindet, indem es trennt. Nachdenken über ein Paradox der Moderne. 1. Auflage. oekom verlag, München 2018, ISBN 978-3-96238-048-9.